# Treat Williams
Pour les articles homonymes, voir Williams.
Richard Treat Williams, dit Treat Williams, est un acteur, réalisateur et producteur américain, né le 1er décembre 1951 à  Stamford (Connecticut) et mort le 12 juin 2023 à Albany (État de New York).

## Biographie

### Jeunesse
Richard Treat Williams naît le 1er décembre 1951 à  Stamford, dans le Connecticut. Sa mère, Mariam (née Andrew), est marchande d'antiquités et son père, Richard Norman Williams, dirigeant d'entreprise. À l'âge de trois ans, sa famille déménage avec lui à Rowayton, dans le même État.
Il joue du football américain au lycée et à l'université. Il est diplômé au lycée de Kent, puis à l'université Franklin & Marshall à Lancaster (Pennsylvanie).

### Carrière
En 1975, Treat Williams débute au cinéma dans le film Deadly Hero, où il joue le rôle d'un policier. Il tourne ensuite plus de cent-vingt rôles au cinéma, dont Hair (1979) de Milos Forman pour lequel il sera nommé au Golden Globe Award, et, à la télévision, apparaissant dans de nombreuses séries télévisées dont une où il joue le rôle principal Everwood où il est un médecin veuf new yorkais s'installant avec ses enfants dans le Colorado. Il a joué plusieurs comédies musicales à Broadway dont Grease.

### Mort
Treat Williams meurt le 12 juin 2023, à l'âge de 71 ans, à la suite d'un accident de moto. Il est percuté par une voiture qui lui a coupé la route à Dorset dans l'État du Vermont. Il est évacué dans un état grave par avion à l'hôpital d'Albany dans l'État de New York, où il est déclaré décédé.

### Vie privée
Depuis 1988, Treat Williams est marié avec Pam Van Sant. Ils ont deux enfants : Gill Williams (né en 1988) et Elinor Williams (née en 1992).[réf. nécessaire]

## Filmographie

### Cinéma

#### Longs métrages
- 1976 : The Ritz de Richard Lester : Michael Brick
- 1976 : Deadly Hero d'Ivan Nagy : Billings
- 1976 : L'aigle s'est envolé (The Eagle Has Landed) de John Sturges : le capitaine Clark
- 1979 : Hair de Miloš Forman : Berger
- 1979 : 1941 de Steven Spielberg : Caporal Chuck « Stretch » Sitarski
- 1980 : Why Would I Lie? de Larry Peerce : Cletus
- 1981 : Le Prince de New York (Prince of the City) de Sidney Lumet : Daniel Ciello
- 1981 : Deux cent mille dollars en cavale (The Pursuit of D.B. Cooper) de Roger Spottiswoode : D.B. Cooper
- 1983 : Stangata napoletana de Vittorio Caprioli : Ferdinando detto Giugiù
- 1984 : Il était une fois en Amérique (Once Upon a Time in America) de Sergio Leone : James Conway O'Donnell
- 1984 : Flashpoint de William Tannen : Ernie Wyatt
- 1985 : Smooth Talk de Joyce Chopra : Arnold Friend
- 1986 : Men's Club (The Men's Club) de Peter Medak : Terry
- 1987 : La Nuit des requins (La notte degli squali) de Tonino Ricci : David Ziegler
- 1988 : Sweet Lies de Nathalie Delon : Peter Nicholl
- 1988 : Flic ou Zombie (Dead Heat) de Mark Goldblatt : Roger Mortis
- 1988 : L'Affaire Russicum (Russicum - I giorni del diavolo) de Pasquale Squitieri : Mark Hendrix
- 1989 : Les Années copain (Heart of Dixie) de Martin Davidson : Hoyt Cunningham
- 1994 : Le Prince des rivières (Where the Rivers Flow North) de Jay Craven : le manager
- 1994 : Mortelle Cavale (Hand Gun) de Whitney Ransick : George McCallister
- 1995 : Dernières heures à Denver (Things to Do in Denver When You're Dead) de Gary Fleder : Critical Bill
- 1996 : Les Hommes de l'ombre (Mulholland Falls) de Lee Tamahori : le colonel Nathan Fitzgerald
- 1996 : Le Fantôme du Bengale (The Phantom) de Simon Wincer : Xander Drax
- 1997 : Ennemis rapprochés (The Devil's Own) d'Alan J. Pakula : Billy Burke
- 1998 : Un cri dans l'océan (Deep Rising) de Stephen Sommers : John Finnegan
- 1999 : Aussi profond que l'océan (The Deep End of the Ocean) d'Ulu Grosbard : Pat Cappadora
- 2000 : Crash Point Zero de Jim Wynorski : Agent Jason Ross
- 2001 : The Substitute 4 (The Substitute : Failure Is Not an Option) de Robert Radler : Karl Thomasson
- 2001 : Skeletons in the Closet de Wayne Powers : Will Reed
- 2001 : Alerte finale (Critical Mass) de Fred Olen Ray : Mike Jeffers
- 2002 : Vent de panique (Gale Force) de Jim Wynorski : Sam Garrett
- 2002 : Face aux serpents (Venomous) de Fred Olen Ray : Dr David Henning
- 2002 : Hollywood Ending de Woody Allen : Hal
- 2002 : The Circle de Sidney J. Furie : Spencer Runcie
- 2005 : Miss FBI : Divinement armée (Miss Congeniality 2 : Armed & Fabulous) de John Pasquin : Collins
- 2007 : Il nascondiglio de Pupi Avati : Père Amy
- 2007 : Moola de Don Most : Luis Gordon
- 2008 : Jackpot (What Happens in Vegas...) de Tom Vaughan : Jack Fuller Sr
- 2010 : Howl de Rob Epstein et Jeffrey Friedman : Mark Schorer
- 2011 : 127 Heures (127 Hours) de Danny Boyle : Larry Ralston, le père d'Aron Ralston
- 2011 : A Little Bit of Heaven de Nicole Kassell : Jack Corbett
- 2011 : 1945: End of War (太平洋の奇跡 -フォックスと呼ばれた男) d'Hideyuki Hirayama : le colonel Wessinger
- 2011 : Maskerade de Griff Furst : M. Tucker
- 2012 : Cold Blood (Deadfall) de Stefan Ruzowitzky : Becker
- 2012 : L'Attaque de la pom-pom girl géante (Attack of the 50 Foot Cheerleader) de Kevin O'Neill : M. Gray
- 2013 : Out of Control (In the Blood) de John Stockwell : Robert Grant
- 2013 : Reaching for the Moon (Flores Raras) de Bruno Barreto : Robert Lowell
- 2014 : Barefoot d'Andrew Fleming : Mr Wheeler
- 2014 : Operation Rogue de Brian Clyde : le général Hank Wallace
- 2016 : The Congressman de Jared Martin et Robert J. Mrazek : Charlie Winship
- 2018 : Seconde Chance (Second Act) de Peter Segal : Anderson
- 2018 : The Etruscan Smile d'Oded Binnun et Mihal Brezis : Frank Barron
- 2019 : Drunk Parents de Fred Wolf : Dan Henderson
- 2019 : The Great Alaskan Race de Brian Presley : Dr Welch
- 2020 : 12 Mighty Orphans de Ty Roberts : Amon Carter
- 2020 : Run Hide Fight de Kyle Rankin : Shérif Tarsy
- 2020 : C'est Noël chez nous (Christmas on the Square) de Debbie Allen : Carl Pellam

### Télévision

#### Téléfilms
- 1983 : Dempsey de Gus Trikonis : Jack Dempsey
- 1984 : Un tramway nommé Désir (A Streetcar Named Desire) de John Erman : Stanley Kowalski
- 1987 : J. Edgar Hoover de Robert L. Collins : J. Edgar Hoover
- 1989 : Séduction rapprochée (Third Degree Burn) de Roger Spottiswoode : Scott Weston
- 1990 : Max et Hélène (Max and Helen) de Philip Saville : Max Rosenberg
- 1991 : Final Verdict de Jack Fisk : Earl Rogers
- 1992 : Union mortelle (Till Death Us Do Part) d'Yves Simoneau : Alan Palliko
- 1992 : Le Moteur à eau (The Water Engine) de Steven Schachter : Dave Murray
- 1992 : Illusions fatale (Deadly Matrimony) de John Korty : Alan Masters
- 1993 : Le Triomphe de l'amour (Bonds of Love) de Larry Elikann : Robby Smith (également producteur)
- 1994 : Parallel Lives de Linda Yellen : Peter Barnum
- 1994 : Texan de lui-même : Un homme
- 1995 : In the Shadow of Evil de Daniel Sackheim : Jack Brenner
- 1995 : Amy et Johnny (Johnny's Girl) de John Kent Harrison : Johnny
- 1996 : Changement de décors (The Late Shift) de Betty Thomas : Michael Ovitz
- 1998 : The Substitute 2 (The Substitute 2: School's Out) de Steven Pearl : Karl Thomasson
- 1998 : Escape: Human Cargo de Simon Wincer : John McDonald
- 1999 : The Substitute 3 (The Substitute 3: Winner Takes All) de Robert Radler : Karl Thomasson
- 1999 : Chantage sans issue (36 Hours to Die) d'Yves Simoneau : Noah Stone
- 2002 : Cœurs coupables (Guilty Hearts) de Marcus Cole : Stephen Carrow
- 2007 : Mon combat pour la vérité (The Staircase Murders) de Tom McLoughlin : Michael Peterson
- 2008 : Une leçon de vie (Front of the Class) de Peter Werner : Norman Cohen
- 2009 : Cadeau d'adieu (Chasing a Dream) de David Burton Morris : Gary Stiles
- 2009 : Le Bateau de l'espoir (Safe Harbour) de Jerry Jameson : Doug
- 2011 : Au-delà de l'espoir (Beyond the Blackboard) de Jeff Bleckner : Dr Warren
- 2016 : Confirmation de Rick Famuyiwa : Ted Kennedy
- 2017 : Le Ranch de Noël (Rocky Mountain Christmas) de Tibor Takács : Roy
- 2020 : Noël chez les Mitchell (The Christmas House) : Bill Mitchell
- 2021 : The Christmas House 2: Deck Those Halls de Rich Newey : Bill Mitchell

#### Séries télévisées
- 1987 : L'Emprise du mal (Echoes in the Darkness) : Rick Guida (mini-série)
- 1990 : Drug Wars: The Camarena Story : Ray Carson
- 1991 : Eddie Dodd : Eddie Dodd
- 1992 : Batman : Dr Achilles Millo (animation)
- 1992 : Les Contes de la crypte (Tales from the Crypt) : Howard Prince
- 1993-1994 : Good Advice : Jack Harold
- 1999 : Voyage au centre de la Terre (Journey to the Center of the Earth) : Theodore Lytton (mini-série)
- 2002 : Undercover : Teddy Collins
- 2002 : On the Road Again : l'officier Terrence « Terry » Miller
- 2002-2006 : Everwood : Dr Andrew Brown
- 2006 : Brothers and Sisters : David Morton
- 2007 : Heartland : Dr Nathaniel Grant
- 2009 : La Tempête du siècle (The Sorm) : Robert Terrell (mini-série)
- 2011 : Against the Wall : Don Kowalski
- 2011 : New York, unité spéciale (Law and Order : Special Victims Unit) : Jake Stanton (saison 13, épisode 10)
- 2012 : Leverage : Pete Rising (saison 5, épisode 2)
- 2012 : Les Simpsons : lui-même (animation, saison 23, épisode 19)
- 2012-2013 : FBI : Duo très spécial (White Collar) : James Bennett / Sam Phelps (saison 4, 6 épisodes)
- 2013 : Hawaii 5-0 : Mick Logan (saison 3, 2 épisodes)
- 2013 : À l'aube de la destruction (Eve of Destruction) : Max Salinger
- 2013 : Age of Dinosaurs : Gabe Jacobs
- 2013-2018 : Chicago Fire : Benny Severide (16 épisodes)
- 2014 : Les Experts (CSI : Crime Scene Investigation) : Sam Bishop (saison 14, épisode 22)
- 2015 : American Odyssey : le colonel Stephen Glen (10 épisodes)
- 2016-2022 : Chesapeake Shores : Mick O'Brien (53 épisodes)
- 2016-2023 : Blue Bloods : Lenny Ross (6 épisodes)
- 2022 : We Own This City : Brian Grabler (2 épisodes)
- 2024 : Feud, saison 2 Capote vs. The Swans : William S. Paley

## Voix francophones
En version française, Treat Williams est dans un premier temps doublé par Jean Roche dans Marathon Man, Maurice Sarfati dans 1941, Patrick Floersheim dans Le Prince de New York, Richard Darbois dans Deux Cent Mille Dollars en cavale ou encore Bernard Tiphaine puis Régis Reuilhac dans Il était une fois en Amérique.
Guy Chapellier le double de 1987 à 2002 dans J. Edgar Hoover, Les Hommes de l'ombre, Le Fantôme du Bengale, Voyage au centre de la Terre ou encore Hollywood Ending. Parallèlement, il est doublé par Bruno Dubernat dans Le Prince des rivières, Hervé Bellon dans Dernières heures à Denver, Jean-Luc Kayser dans Ennemis rapprochés, Philippe Vincent dans Un cri dans l'océan, Pierre Dourlens dans Aussi profond que l'océan ainsi que par François Leccia dans les téléfilms Le Triomphe de l'amour et Cœurs coupables, sans oublier Joël Martineau dans la série Les Contes de la crypte.
Par la suite, Patrick Béthune devient la voix régulière de l'acteur, le doublant de 2002 à 2017 dans Everwood, Miss FBI : Divinement armée, Brothers and Sisters, Against the Wall, Leverage, FBI : Duo très spécial ou encore American Odyssey. Il est remplacé par Renaud Marx au cours de la série Blue Bloods. Parallèlement, l'acteur est doublé par Luc Bernard dans Cold Blood, Jérôme Keen dans Age of Dinosaurs et Patrick Raynal dans Chicago Fire, tandis que Guy Chapellier le retrouve dans Les Experts.